# Prunus gentryi
Prunus gentryi är en rosväxtart som beskrevs av Paul Carpenter Standley. Prunus gentryi ingår i släktet prunusar, och familjen rosväxter. Utöver nominatformen finns också underarten P. g. flavipulpa.